# 新幹線951型電聯車

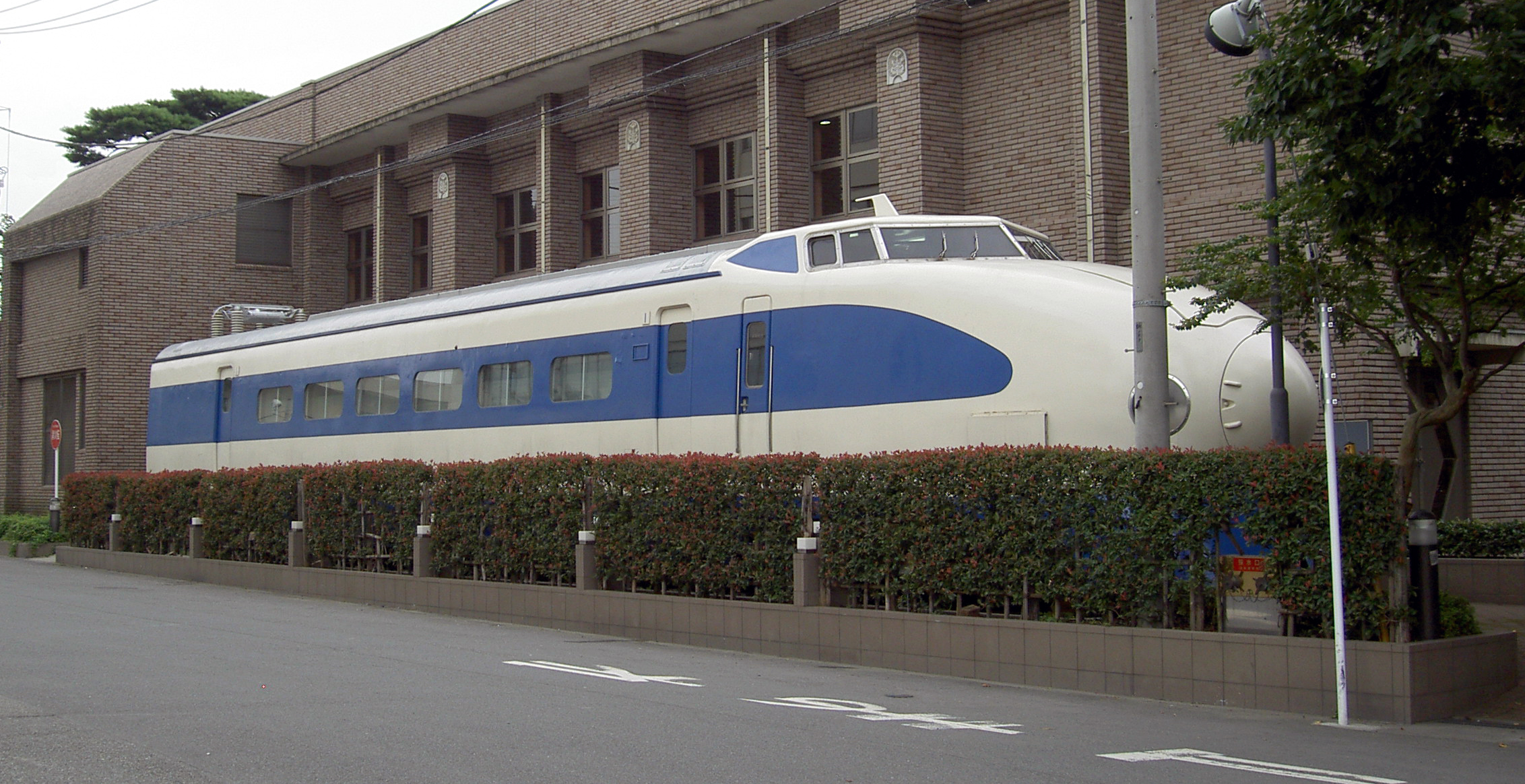
停放於東京都國分寺市鐵道技術研究所内靜態保存的新幹線951型電聯車

新干线951型电力动车组（日语：／ Shinkansen 951 gata densha */?）是為了挑戰1972年3月山陽新幹線岡山站開業前，日本國有鐵道的營業速度210km/h。此型列車是以250km/h運轉的新型車輛為開發目的，於1968年3月製作2輛編成的試驗車輛。1972年2月24日在山陽新幹線上創下最高時速286km/h的紀錄。

## 形式
分為以下兩種型式
- 951型951-1

川崎車輛製(40個座位)。
- 951型951-2

日本車輛製造製(50個座位)

## 車體
承襲自0系的既有尺寸，長25公尺，寬度為3,386毫米，高度為4,490毫米

以輕量化為目的而採用鋁合金的結構，為了流線型來降低空氣阻力，在車頭長度相較於0系的4.5公尺延長了2公尺而達到6.5公尺。

## 歷史
- 1969年4月，開始在東海道新幹線新大阪 - 米原間測試採用新技術的相關設備。
- 1970年2月，測試速度開始向上提升。然而在測試到220km/h運轉時，發生了枕木破損的事故，測試被迫終止。
- 1971年時，由於DT9012型台車的完成，測試再次展開。
- 1972年2月24日，在山陽新幹線開業前的相生 - 姫路路段，達成了當時日本國內鐵路車輛286km/h的最高速度紀錄。
- 1980年4月11日廢車，車輛移至東京都國分寺的鐵道綜合技術研究所。951-2並作為各種技術試驗的車輛試驗平台，並於2008年1月16日於研究所內解體拆除。
- 1991年將951-1捐贈國分寺市，目前放置在東京都國分寺市的鐵道綜合技術研究所前公開展示。

## 外部連結
- （日語）財團法人鐵道總合技術研究所